# Hastings Ismay
Hastings Lionel Ismay, 1:e baron Ismay, född 21 juni 1887 i Nainital i Uttarakhand i Brittiska Indien, död 17 december 1965 på Wormington Grange nära Stanton i Gloucestershire, var en brittisk general och diplomat.

## Biografi
Hastings Ismay utbildades vid Charterhouse och Royal Military Academy Sandhurst, och började i Brittisk-indiska armén som ung.
Under andra världskriget var han adjutant och militär rådgivare till Storbritanniens premiärminister Winston Churchill. 
Ismay var Natos generalsekreterare mellan 1952 och 1957, den förste i ordningen. Ismay efterträddes som generalsekreterare av Paul-Henri Spaak.